# Goblin Slayer
Goblin Slayer (jap. ゴブリンスレイヤー Goburin Sureiyā) – seria light novel z gatunku dark fantasy napisana przez Kumo Kagyu i zilustrowana przez Noboru Kannatsukiego. Na podstawie powieści powstała manga oraz dwa spin-offy.
Od października do grudnia 2018 emitowany był serial anime wyprodukowany przez studio White Fox. Film anime, zatytułowany Goblin Slayer: Goblin’s Crown, miał premierę w lutym 2020. Emisja drugiego sezonu, wyprodukowanego przez studio Liden Films, rozpoczęła się w październiku i zakończyła w grudniu 2023.

## Fabuła
W świecie fantasy poszukiwacze przygód przybywają z różnych stron, żeby dołączyć do gildii. Wykonują zlecenia, aby zdobyć złoto i chwałę. Niedoświadczona kapłanka dołącza do swojej pierwszej grupy poszukiwaczy przygód, przyjmując zlecenie na zniszczenie gniazda goblinów, jednak brak doświadczenia i zbytnia pewność siebie skutkują tym, że reszta jej grupy zostaje zabita. Niespodziewanie ratuje ją mężczyzna znany jako Zabójca Goblinów, poszukiwacz przygód, którego jedynym celem jest eliminacja tychże stworów.

## Bohaterowie
- Zabójca Goblinów (jap. ゴブリンスレイヤー Goburin Sureiyā)

Seiyū: Yūichirō Umehara 
- Kapłanka (jap. 女神官 Onna shinkan)

Seiyū: Yui Ogura 
- Pasterka (jap. 牛飼娘 Ushikai musume)

Seiyū: Yuka Iguchi 
- Dziewczyna z gildii (jap. 受付嬢 Uketsukejō)

Seiyū: Maaya Uchida 
- Elfia łuczniczka (jap. 妖精弓手 Erufu)

Seiyū: Nao Tōyama 
- Krasnoludzki szaman (jap. 鉱人道士 Dowāfu)

Seiyū: Yuichi Nakamura 
- Kapłan jaszczuroludzi (jap. 蜥蜴僧侶 Rizādoman)

Seiyū: Tomokazu Sugita 
- Wiedźma (jap. 魔女 Majo)

Seiyū: Yōko Hikasa 
- Włócznik (jap. 槍使い Yari tsukai)

Seiyū: Yoshitsugu Matsuoka 
- Pani Miecza (jap. 剣の乙女 Tsurugi no Otome)

Seiyū: Aya Endō 

## Light novel
Seria pierwotnie ukazywała się online. SB Creative opublikowało pierwszy tom pod swoim imprintem GA Bunko 15 lutego 2016. Według stanu na 14 lipca 2022, do tej pory ukazało się 16 tomów.
Spin-off napisany przez Kagyu i zilustrowany przez Shingo Adachiego, zatytułowany Goblin Slayer gaiden: Year One (jap. ゴブリンスレイヤー外伝：イヤーワン Goburin Sureiyā gaiden: Iyā wan), został opublikowany w marcu 2018. Seria ujawnia przeszłość Zabójcy Goblinów i wydarzenia, które sprawiły, że został poszukiwaczem przygód, którego jedynym celem jest wytępienie wszystkich goblinów.
Od sierpnia 2019 do kwietnia 2022 w magazynie internetowym „Gangan GA” ukazywał się drugi spin-off, zatytułowany Goblin Slayer gaiden 2: Tsubanari no daikatana (jap. ゴブリンスレイヤー外伝２ 鍔鳴の太刀《ダイ・カタナ》 Goburin Sureiyā gaiden 2: Tsubanari no daikatana). Seria liczy dziewięć rozdziałów.

### Goblin Slayer
| Nr | Data wydania (język japoński) | ISBN (język japoński)  |
| -- | ----------------------------- | ---------------------- |
| 1  | 15 lutego 2016                | ISBN 978-4-7973-8615-8 |
| 2  | 14 maja 2016                  | ISBN 978-4-7973-8752-0 |
| 3  | 15 września 2016              | ISBN 978-4-7973-8834-3 |
| 4  | 14 stycznia 2017              | ISBN 978-4-7973-8955-5 |
| 5  | 15 maja 2017                  | ISBN 978-4-7973-9158-9 |
| 6  | 15 września 2017              | ISBN 978-4-7973-9159-6 |
| 7  | 15 marca 2018                 | ISBN 978-4-7973-9161-9 |
| 8  | 15 października 2018          | ISBN 978-4-7973-9809-0 |
| 9  | 14 grudnia 2018               | ISBN 978-4-7973-9812-0 |
| 10 | 15 marca 2019                 | ISBN 978-4-8156-0095-2 |
| 11 | 13 września 2019              | ISBN 978-4-8156-0330-4 |
| 12 | 14 lutego 2020                | ISBN 978-4-8156-0332-8 |
| 13 | 15 października 2020          | ISBN 978-4-8156-0640-4 |
| 14 | 12 marca 2021                 | ISBN 978-4-8156-0812-5 |
| 15 | 14 września 2021              | ISBN 978-4-8156-1152-1 |
| 16 | 14 lipca 2022                 | ISBN 978-4-8156-1346-4 |

### Historie poboczne

#### Goblin Slayer gaiden: Year One
| Nr | Data wydania (język japoński) | ISBN (język japoński)  |
| -- | ----------------------------- | ---------------------- |
| 1  | 15 marca 2018                 | ISBN 978-4-7973-9041-4 |
| 2  | 15 listopada 2018             | ISBN 978-4-7973-9810-6 |
| 3  | 15 grudnia 2022               | ISBN 978-4-8156-1283-2 |

#### Goblin Slayer gaiden 2: Tsubanari no daikatana
| Nr | Data wydania (język japoński) | ISBN (język japoński)  |
| -- | ----------------------------- | ---------------------- |
| 1  | 9 sierpnia 2019               | ISBN 978-4-7973-9835-9 |
| 2  | 12 listopada 2020             | ISBN 978-4-8156-0368-7 |
| 3  | 14 kwietnia 2022              | ISBN 978-4-8156-0369-4 |

## Manga
Adaptacja w postaci mangi autorstwa Kōsuke Kurose rozpoczęła publikację 25 maja 2016 w czerwcowym numerze magazynu „Gekkan Big Gangan” wydawnictwa Square Enix. Od 15 września 2017 w magazynie „Young Gangan” ukazuje prequel mangi autorstwa Kento Eidy, zatytułowany Goblin Slayer gaiden: Year One.
W Polsce główną serię mangi wydaje Studio JG.
Druga adaptacja głównej historii, zatytułowana Goblin Slayer: Brand New Day, została zilustrowana przez Masahiro Ikeno i była wydawana w magazynie „Gekkan Big Gangan” od 25 maja 2018. Manga adaptuje historię zawartą w czwartym tomie light novel. Fabuła śledzi losy wielu innych postaci, które bohaterowie głównej serii napotkali w trakcie swoich przygód, rozwijając przeszłość postaci pobocznych. 
W październiku 2018 poinformowano, że Takashi Minakuchi opublikuje mangową adaptację powieści, zatytułowaną Tsubanari no daikatana, w aplikacji Manga Up! oraz na stronie internetowej Gangan GA.

### Goblin Slayer
| Nr | Język japoński       | Język japoński         | Język polski         | Język polski           |
| Nr | Data wydania         | ISBN                   | Data wydania         | ISBN                   |
| -- | -------------------- | ---------------------- | -------------------- | ---------------------- |
| 1  | 13 września 2016     | ISBN 978-4-7575-5116-9 | 20 maja 2018         | ISBN 978-83-8001-313-1 |
| 2  | 25 lutego 2017       | ISBN 978-4-7575-5258-6 | 23 lipca 2018        | ISBN 978-83-8001-331-5 |
| 3  | 13 września 2017     | ISBN 978-4-7575-5471-9 | 23 września 2018     | ISBN 978-83-8001-354-4 |
| 4  | 13 marca 2018        | ISBN 978-4-7575-5603-4 | 14 grudnia 2018      | ISBN 978-83-8001-375-9 |
| 5  | 25 września 2018     | ISBN 978-4-7575-5860-1 | 24 kwietnia 2019     | ISBN 978-83-8001-439-8 |
| 6  | 13 grudnia 2018      | ISBN 978-4-7575-5944-8 | 17 października 2019 | ISBN 978-83-8001-496-1 |
| 7  | 25 czerwca 2019      | ISBN 978-4-7575-6175-5 | 25 maja 2020         | ISBN 978-83-8001-560-9 |
| 8  | 25 listopada 2019    | ISBN 978-4-7575-6388-9 | 20 listopada 2020    | ISBN 978-83-8001-681-1 |
| 9  | 12 lutego 2020       | ISBN 978-4-7575-6521-0 | 23 maja 2021         | ISBN 978-83-8001-733-7 |
| 10 | 12 października 2020 | ISBN 978-4-7575-6904-1 | 24 marca 2022        | ISBN 978-83-8001-904-1 |
| 11 | 24 kwietnia 2021     | ISBN 978-4-7575-7219-5 | 20 czerwca 2022      | ISBN 978-83-8001-959-1 |
| 12 | 25 grudnia 2021      | ISBN 978-4-7575-7650-6 | 9 czerwca 2023       | ISBN 978-83-8257-185-1 |
| 13 | 25 sierpnia 2022     | ISBN 978-4-7575-8090-9 | —                    |                        |
| 14 | 25 maja 2023         | ISBN 978-4-7575-8582-9 | —                    |                        |

### Historie poboczne

#### Goblin Slayer gaiden: Year One
| Nr | Data wydania (język japoński) | ISBN (język japoński)  |
| -- | ----------------------------- | ---------------------- |
| 1  | 13 marca 2018                 | ISBN 978-4-7575-5653-9 |
| 2  | 25 września 2018              | ISBN 978-4-7575-5861-8 |
| 3  | 13 grudnia 2018               | ISBN 978-4-7575-5945-5 |
| 4  | 25 czerwca 2019               | ISBN 978-4-7575-6176-2 |
| 5  | 25 listopada 2019             | ISBN 978-4-7575-6389-6 |
| 6  | 12 października 2020          | ISBN 978-4-7575-6905-8 |
| 7  | 24 kwietnia 2021              | ISBN 978-4-7575-7220-1 |
| 8  | 25 grudnia 2021               | ISBN 978-4-7575-7651-3 |
| 9  | 25 sierpnia 2022              | ISBN 978-4-7575-8091-6 |
| 10 | 25 maja 2023                  | ISBN 978-4-7575-8583-6 |

#### Goblin Slayer gaiden 2: Tsubanari no daikatana
| Nr | Data wydania (język japoński) | ISBN (język japoński)  |
| -- | ----------------------------- | ---------------------- |
| 1  | 12 lutego 2020                | ISBN 978-4-7575-6522-7 |
| 2  | 12 października 2020          | ISBN 978-4-7575-6733-7 |
| 3  | 24 kwietnia 2021              | ISBN 978-4-7575-7221-8 |
| 4  | 25 grudnia 2021               | ISBN 978-4-7575-7652-0 |
| 5  | 25 sierpnia 2022              | ISBN 978-4-7575-8092-3 |
| 6  | 25 maja 2023                  | ISBN 978-4-7575-8584-3 |

#### Goblin Slayer: Brand New Day
| Nr | Data wydania (język japoński) | ISBN (język japoński)  |
| -- | ----------------------------- | ---------------------- |
| 1  | 25 września 2018              | ISBN 978-4-7575-5862-5 |
| 2  | 25 czerwca 2019               | ISBN 978-4-7575-6177-9 |

## Anime
12-odcinkowy telewizyjny serial anime wyprodukowany przez studio White Fox miał premierę 7 października 2018 i był emitowany do 30 grudnia tego samego roku w stacjach AT-X, Tokyo MX, Sun TV i BS11. Reżyserem serii został Takaharu Ozaki, scenariusz napisali Hideyuki Kurata i Yōsuke Kuroda, projekty postaci opracował Takashi Nagayoshi, a muzykę skomponował Kenichiro Suehiro. Serial był nadawany na całym świecie za pośrednictwem platformy Crunchyroll.
Premiera pierwszego odcinka wywołała pewne kontrowersje ze względu na jego treść, ponieważ serial został błędnie oceniony jako TV-PG przez Crunchyroll, kiedy został wyemitowany po raz pierwszy. Od tego czasu Crunchyroll nadało serialowi kategorię TV-MA i dodało ostrzeżenie o treści.
Film zatytułowany Goblin Slayer: Goblin’s Crown, będący kontynuacją pierwszego sezonu miał premierę 1 lutego 2020. W Polsce został on wydany cyfrowo przez wydawnictwo Animagia.
Podczas transmisji na żywo z wydarzenia „GA Fes 2021” ogłoszono, że serial anime otrzyma drugi sezon. Produkcją zajmuje się studio Liden Films, reżyserią Ozaki i Misato Takada, a projektami postaci Hiromi Kato. Kurata i Suehiro powrócili odpowiednio jako scenarzysta i kompozytor. Emisja rozpoczęła się 6 października i zakończyła 22 grudnia 2023.

### Ścieżka dźwiękowa
| Sezon          | Tytuł                                  | Wykonawcy      | Źródło   |
| Czołówka       | Czołówka                               | Czołówka       | Czołówka |
| -------------- | -------------------------------------- | -------------- | -------- |
| 1              | „Rightfully”                           | Mili           | [ 81 ]   |
| 2              | „Entertainment”                        | Mili           | [ 91 ]   |
| Napisy końcowe |                                        |                |          |
| 1              | „Gin no kisei” (jap. 銀の祈誓)         | Soraru         | [ 77 ]   |
| 2              | „Kasumi no Mukō e” (jap. 霞の向こうへ) | Yuki Nakashima | [ 91 ]   |

## Odbiór
W 2017 roku light novel zdobyła 5. miejsce w corocznym poradniku Kono Light Novel ga sugoi! w kategorii bunkobon.
Pierwszy tom mangi zajął 39. miejsce w cotygodniowym zestawieniu mang Oriconu, sprzedając się w 20 360 egzemplarzach w pierwszym tygodniu od premiery.